# Världens bästa Lotta
Världens bästa Lotta utkom den 22 mars 2006 och är ett dubbelt samlingsalbum av Lotta Engberg . På samlingen blandas låtar från hennes karriär som soloartist och inspelningar gjorda med dansbanden Lotta & Anders Engbergs orkester och Lotta Engbergs. Albumet placerade sig som högst på 17:e plats på den svenska albumlistan. Inuti albumkonvolutet har hon skrivit själv ".

## Låtlista

### CD 1
1. "Genom vatten och eld" - 3:47
2. "100%" (med Triple & Touch) - 2:58
3. "Kan man gifta sig i jeans?" - 2:59
4. "Alla lyckliga stunder" - 3:40
5. "Juliette & Jonathan" - 3:02
6. "Kär och galen" - 3:00
7. "Leva livet" ("It's My Party") - 2:16
8. "Du ger mig av din kärlek" ("Love Is All Around") - 3:40
9. "Fernando" - 4:06
10. "Tusen vackra bilder" - 3:44
11. "Fyra Bugg & en Coca Cola" - 3:00
12. "Bang en boomerang" - 2:57
13. "En gång till" - 2:53
14. "Därför älskar jag dig" (duett med Umberto Marcato) - 3:40
15. "Tusen skäl att stanna" - 3:44
16. "Håll om mig nu" - 3:29
17. "Sången han sjöng var min egen" ("Killing Me Softly with His Song") - 3:15
18. "Smoke Gets in Your Eyes" - 4:26

### CD 2
1. "Världens lyckligaste par" (duett med Olle Jönsson) - 3:26
2. "Sån't är livet" ("You Can Have Her") - 3.02
3. "Vilken härlig dag" - 2:32
4. "Dröm om mig" ("Save Your Love") - 2:52 (duett Lotta Engberg-Peter Åhs)
5. "På min sommaräng" ("My Boy Lollipop") - 2:56
6. "Tennessee Waltz" - 2:17
7. "Världens bästa servitris" - 3:20
8. "Jag önskar att det alltid vore sommar" ("It Might As Well Rain Until September") - 3:24
9. "Tjejer & snubbar, kärringar & gubbar" - 3:21
10. "Melodin" - 3.01
11. "När du tar mig i din famn" - 3:54
12. "True Love" (duett med Peter Åhs) - 3:47
13. "Ringen på mitt finger" - 3:05
14. "Åh vad jag älskade dig just då" - 3:00
15. "Succéschottis" - 3:00
16. "Blå, blå är himmelen" - 3:08
17. "Allt jag vill säga" - 2:51
18. "En liten stund på Jorden" - 3:18

## Listplaceringar
| Lista (2006) | Topplacering |
| ------------ | ------------ |
| Sverige      | 17           |